# Copris brachypterus
Copris brachypterus är en skalbaggsart som beskrevs av Shuhei Nomura 1964. Copris brachypterus ingår i släktet Copris och familjen bladhorningar. Inga underarter finns listade i Catalogue of Life.